# Michael D. Roberts
Pour les articles homonymes, voir Roberts.
Cet article possède un paronyme, voir Michael Roberts.
Michael D. Roberts est un acteur américain né le 25 décembre 1947 .

## Biographie
Après un premier rôle récurrent dans Baretta, Michael D. Roberts est resté un acteur discret. On le retrouve cependant dans le pilote de K 2000, dans des petits rôles dans Rain Man et Le Sixième Sens (Manhunter) de Michael Mann. Par ailleurs, il est apparu dans une quarantaine de séries, dont Beverly Hills 90210, Seinfeld.
Il a fondé le programme anti-drogue Le Droit chemin (Right Track). Il a étudié à l'Institut des Arts de Californie, où il côtoyait Barbara Bosson, star de la série Hill Street Blues. En 1985, il a reçu une récompense des mains de Tom Bradley, maire de Los Angeles, pour sa « formidable contribution à la communauté et à la ville en aidant les jeunes à combattre la drogue ».
Il est marié à Pamela Frey depuis 1976, et a 2 fils.

## Filmographie partielle

### Cinéma
- 1980 : Le Chasseur (The Hunter) de Buzz Kulik : le joueur de poker
- 1983 : Heartbreaker : Hopper
- 1984 : Les Guerriers des étoiles (The Ice Pirates) : Roscoe
- 1986 : Le Sixième Sens (Manhunter) : le joggeur
- 1986 : Road to Freedom: L. Ron Hubbard and Friends : Chanteur (directement en vidéo)
- 1988 : Back to Freedom : Sammy Samson
- 1988 : The Life and Times of Chocolate Killer
- 1988 : Rain Man : Vern
- 1991 : Wishman : Ted Taylor
- 1995 : The Golem : Devereux
- 1995 : Sleepstalker : The Preacher
- 1996 : Orientation: A Scientology Information Film : Chaplain
- 1997 : Wanted : Recherché mort ou vif (Most Wanted) : sans domicile fixe
- 1999 : Tueur en cavale (Hitman's Run) : Directeur du FBI Dean Harris
- 1999 : Suckers : Eddie
- 2005 : Otage (Hostage) : Ridley
- 2005 : Mercy for the Innocent : sans domicile fixe
- 2006 : American Dreamz : un journaliste
- 2008 : Au bout de la nuit (Street King) : vieil homme noir
- 2018 : A Star Is Born de Bradley Cooper

### Télévision
- 1975-1978 : Baretta : Rooster (série télévisée)
- 1975 : Baretta : Rooster (Téléfilm)
- 1980 : Nightside : Greenlight (Téléfilm)
- 1982 : K 2000 : Jackson, le voleur de voiture (série télévisée)
- 1983 : Manimal : Tyrone C. Earl (série télévisée)
- 1984 : Double Trouble : M. Arrechia (série télévisée)
- 1989-1991 : MacGyver :
  - (saison 4, épisode 12 "Défi en noir et blanc") : Booker Wilson
  - (saison 7, épisode 6 "Mort vivant") : Dr. Pierre Redemteur
- 1990 : Sunset Beat (Téléfilm)
- 1990 : Hercule Poirot (La Mystérieuse Affaire de Styles) : Tindermans (série télévisée)
- 1991 : The Last Holloween : gérant (Téléfilm)
- 1991 : La Vengeance d'une mère (A Mother's Justice) : Nick (Téléfilm)
- 1992 : Live! From Death Row : Silsbee (Téléfilm)
- 1993 : In the Shadows, Someone's Watching : Driscolle (Téléfilm)
- 2004 : Dark Shadows : Sheriff George Patterson  (Téléfilm)
- 2018 : Heathers : capitaine Lehman